# Gelon (sat)
Gelon (în uzbecă Gelon / Гелон) este o așezare de tip urban din districtul Shakhrisabz din regiunea Kashkadarya din Republica Uzbekistan.
Satul a fost fondat în 1305. Locuitorii satului păstrează încă vechile obiceiuri și mod de viață. Până la jumătatea anului 2018, turiștii străini nu au putut vizita acest sat din cauza regimului special de frontieră.

## Geografie
Teritoriul este situat la granița dintre Uzbekistan și Tadjikistan, la 80 de kilometri de Shakhrisabz. Satul este înconjurat din toate părțile de munți înalți, atingând înălțimi de peste 4.000 de metri în est. Acesta este unul dintre cele mai înalte sate de munte din Uzbekistan. Nu este ușor să ajungeți aici de-a lungul unui drum de pământ de munte dificil, dar pitoresc, cu numeroase serpentine. 

## Climat
Clima este continentală, uscată, subtropicală pe alocuri.

## Populația

### Compoziția națională:
- tadjici: 5831 persoane
- uzbeci: 3 persoane. (din 12 decembrie 2019).[6][7]

## Fapt interesant
Gelon este situat la o altitudine de 2600 de metri deasupra nivelului mării. În vecinătatea satului sat practic nu există terenuri plane și plane unde să poată folosi tractor, iar țăranii sunt nevoiți să cultive câmpuri de cartofi pe abrupte, care ajung la 40 de grade, versanți montani aproape manual, folosind cel mai simplu plug înhămat de o pereche de tauri sau măgari. Livezile sunt cultivate și pe versanți abrupți și în cheile râurilor.
O mândrie deosebită a locuitorilor satului este o rețea extinsă de irigații de canale artificiale așezate pe versanții munților pe zeci de kilometri. Aici crește cel mai faimos cartof de munte din Uzbekistan. Deosebit de exotică este partea centrală a satului, cu case vechi și străzi înguste.
Nu există alte locuri în Uzbekistan unde, în amenajarea caselor, etajul al doilea al casei este rezidențial, iar primul etaj este folosit pentru creșterea animalelor. Aceeași arhitectură este folosită în Tibet și în munții Nepal.
În sat, turiștii pot comunica și se pot familiariza cu modul de viață al locuitorilor, se pot plimba timp de 1-3 zile în împrejurimile pitorești, precum și în satele învecinate Kul, Sarchashma.
Oamenii de aici sunt de origine tadjică, după unele semne, Gelon este un loc istoric, străvechi, în care au avut loc multe bătălii. Mazaorns, care au luptat pentru religia islamică în Asia Centrală, sunt îngropați aici. În Al Doilea Război Mondial, peste 88 de oameni au mers pe front din satul Gelon, dintre care doar câțiva oameni au venit. În apropierea așezării, există mai multe așezări de tip urban - acestea sunt Kul, Sarchashma, Shut, tadjici și uzbeci.
Prin gelon curge râul Kashkadarya sau Gelon, care merge de-a lungul canalelor până la rezervorul principal al Shakhrisabz. În sat există și personalități interesante, de exemplu: artiști locali, muzicieni, care participă activ la diverse evenimente, nunți.
Satul are cea mai lungă viață dintre satele similare, cum ar fi: Kul, Shut. Satul în sine este considerat cel mai bogat din regiunea Kashkadarya. Principalele activități în Gelon sunt plantarea cartofilor, cultivarea pepenilor verzi, fructele și creșterea animalelor. Toți locuitorii satului au religie musulmană, țin și nunți conform Sharia musulmană. Fetele se căsătoresc imediat după 18 ani. Un locuitor din Gelon este obligat să-și păstreze soția curată și în siguranță, să citească rugăciunea sfântă în fiecare zi, să nu bea alcool și să nu fumeze. La începutul secolului al XX-lea, când a început revoluția, în sat a venit Bosmachi, care a rezistat invadatorilor Uniunii Sovietice, ca urmare, Bosmachi au devenit bandiți, morgători și tâlhari.

## Turism
În apropierea satului Gelon, la o altitudine de 4080 de metri deasupra nivelului mării, se află un munte sfânt „Hazrati Sultan”, unde mii de turiști vin să se roage. De asemenea, în sat puteți vizita una dintre cele mai spectaculoase și abundente cascade din Uzbekistan, o cascadă de 40 de metri „Suvtushar”, precum și turiștii se pot bucura de piscurile muntoase pitorești, pot vizita mai multe moschei.

## Atracții
În apropierea satului se află un munte, care poartă numele „Hazrati Sultan”, precum și „Hisorak Suv Ombori”, care este un loc popular printre turiști.